# Никола Грубјешић
Никола Грубјешић (Шабац, 29. јун 1984) бивши је српски фудбалер. Игра на позицији нападача.

## Биографија
Никола Грубјешић је син Партизановог центарфора из 70-их, Павла Грубјешића. Играо је у млађим категоријама Мачве одакле је 1999. године дошао у Партизан. После омладинског стажа у Партизану и каљења у Телеоптику, дебитовао је за први тим у сезони 2004/05. и у следећих годину дана постигао 13 голова у првенственим мечевима. Са Партизаном је освојио титулу првака у сезони 2004/05. После елиминације Партизана из квалификација Лиге шампиона, а касније и Лиге УЕФА у сезони 2005/06, Грубјешић је напустио клуб и отишао прво на позајмицу у Вождовац а затим у руски Камаз где је играо три године. После тога је наступао за Чукарички, Хапоел Хаифу, АЕЛ Ларису, Леотар а потом је играо и у Шведској, Мађарској и на Филипинима.

## Трофеји
Партизан
- Првенство Србије и Црне Горе (1) : 2004/05.